# ムカシザトウムシ目
ムカシザトウムシ目 (Phalangiotarbi) は、鋏角亜門・クモガタ綱に所属する化石節足動物の分類群。魚雷様の体の中央に短縮した体節をもつ。古生代のデボン紀からペルム紀にかけて生息し、主に石炭紀の種類によって知られる。和名にザトウムシの名が付くが、ザトウムシではない。
学名はギリシャ語の「phalangion」（クモ）と「tarbos」（恐ろしいもの）から。後体（腹部）前半の体節が短縮することから、短腹類の別名もある。

## 形態

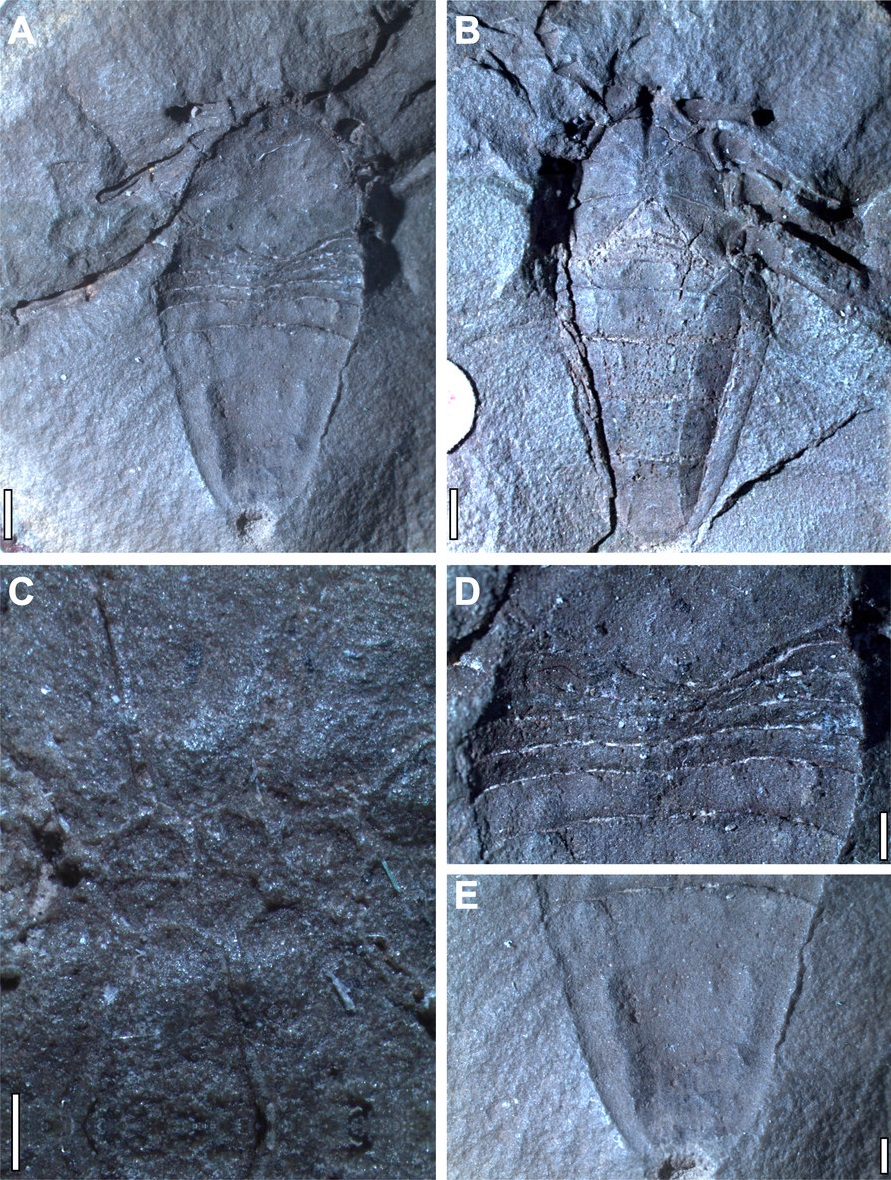
Goniotarbus angulatus の化石標本。A：背面、B：腹面、C：前体の腹板と脚の基節、D：後体前半部の背板、E：後体後半部の背板
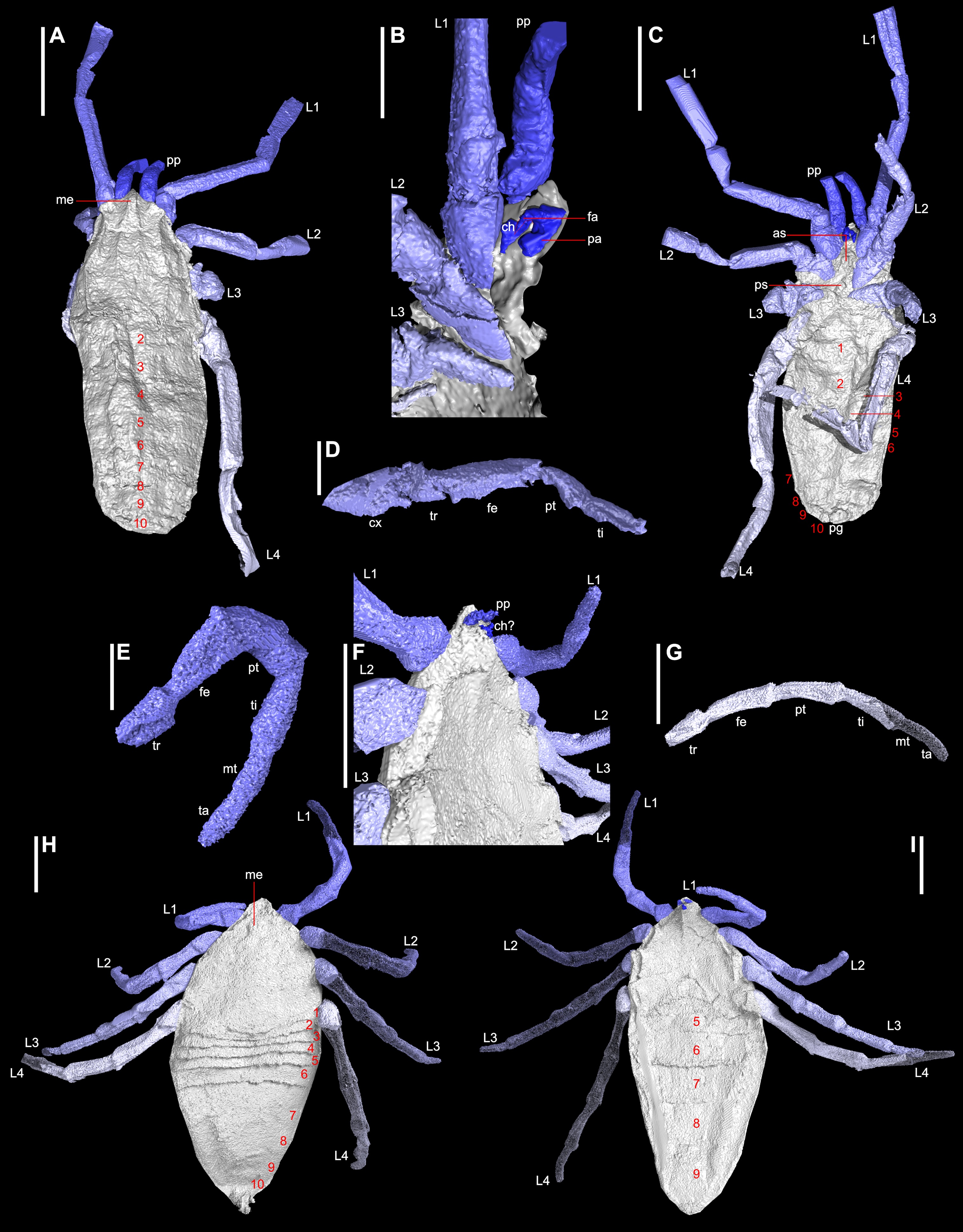
同種の化石（E-I）へのコンピュータ断層撮影で得られる3次元画像（A-Dはコスリイムシ）

体長15mm程度のクモガタ類で、魚雷を彷彿とさせるずんぐりした体型を持つ。
前体（prosoma, 頭胸部）は先節と直後6節の体節の癒合でできている合体節と思われ、背面は一枚の方形ないし三角形の背甲（carapace, prosomal dorsal shield）に覆われている。眼は背甲前方の眼丘に集合し、基本的には縦に並んだ3対の単眼となっている。前体の腹面は脚の基節に囲まれた3列の腹板（sternite）があり、そのうち中央の列もしくは後2例の方が左右2枚に分かれている。前体は他のクモガタ類と同じく鋏角（chelicera）1対・触肢（pedipalp）1対・脚4対という計6対の付属肢（関節肢）を持つが、鋏角の詳細は不明、触肢は小さく見立たない。脚は発達で7節からなり、すべては歩脚型で、先端の爪の有無は不明。

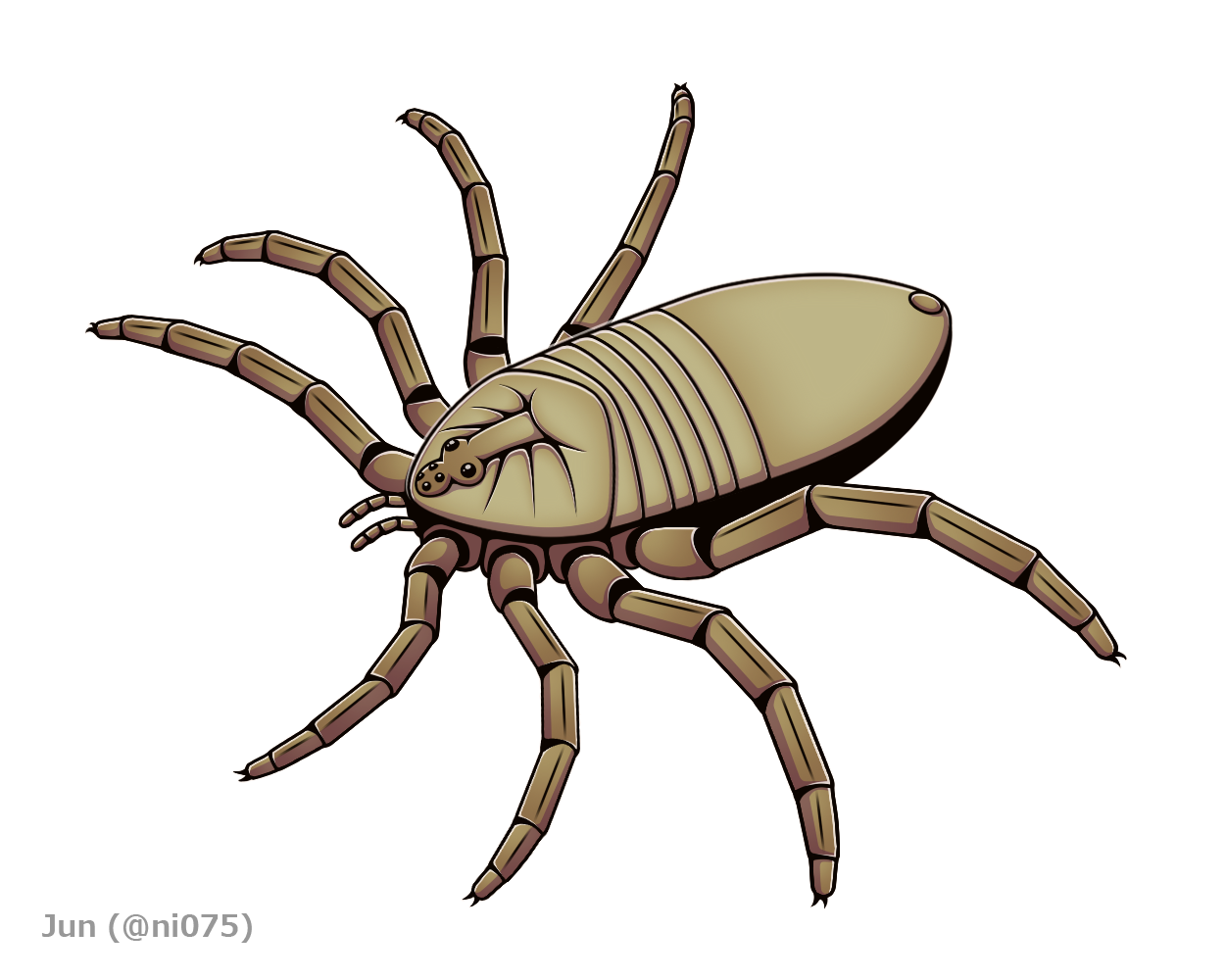
Mesotarbus peteri の復元図。後体後半部の背板が癒合したムカシザトウムシ類の一例。

後体（opisthosoma, 腹部）は幅広く後方にやや幅狭くなり、前体との境目はくびれていない。後体の体節は少なくとも10節があり、前9節に対応の9枚の背板（tergite）と腹板、および円筒状の第10節によって現れる。そのうち前方6節の背板はごく短縮されるのが特徴的である。一部の種では、残り3枚の広い背板は癒合して1枚の甲羅となっている。一部の種からは、第3-4腹板の左右に気門らしき構造が確認される。第10節の末端背面には肛門板（anal operculum）という肛門を覆う構造体があり、これは体節と尾節のどちらに由来なのかは不明。

## 生息時代と分布
ムカシザトウムシ類は古生代の化石種のみによって知られ、現生種は発見されていない。そのうちほとんどが石炭紀のもので、ヨーロッパと北アメリカから発見される。それ以外のデボン紀とペルム紀によるものはドイツから発見される。

## 生態
気門らしき構造を持つことにより、ムカシザトウムシ類は陸棲動物であったと考えられる。古典的には水生とする見解もあるが、確実の根拠はない。
ムカシザトウムシ類の体型は石炭紀の化石植物リンボクの部位に似たため、擬態をしていたのではないかと考えられる。サソリやサソリモドキに似て、狭い隙間に入れるように、脚を体に密着するほど折り畳められたと推測される。
ムカシザトウムシ類の食性は未解明である。クモガタ類は一般的に捕食者であるため、ムカシザトウムシ類は捕食者であったとしても一理あるが、ムカシザトウムシ類は多くの捕食性クモガタ類とは異なり、捕食性に適した特徴（例えば前脚/触肢/鋏角の強大化）を欠けている。これにより、ムカシザトウムシ類はむしろザトウムシやアシナガダニのように、腐肉食性であったではないかと推測される。

## 分類
鋏角や呼吸器などに関する詳しい情報は不明瞭のため、ムカシザトウムシ類と他のクモガタ類の類縁関係は不明確である。ザトウムシ、アシナガダニ、もしくは四肺類（クモ・ウデムシ・サソリモドキなど）の系統に類縁など、様々な系統仮説が与えられた。
2020年現在、Phalangiotarbida目として以下の5科19属31種が認められる。
（種は省略され、特記されていない属は1種のみ含む）
- （目）Phalangiotarbida
  - ムカシザトウムシ科 Architiarbidae（石炭紀）
    - Architarbus（3種含む）
    - Bornatarbus
    - Discotarbus
    - Geratarbus（2種含む）
    - Goniotarbus（2種含む）
    - Hadrachne
    - Leptotarbus
    - Mesotarbus（5種含む）
    - Metatarbus
    - Ootarbus（2種含む）
    - Orthotarbus（4種含む）
    - Paratarbus
    - Phalangiotarbus
    - Pycnotarbus
    - Triangulotarbus

  - オナガザトウムシ科 Opiliotarbidae（石炭紀 - ペルム紀）
    - Opiliotarbus

  - アシボソザトウムシ科 Heterotarbidae（石炭紀）
    - Heterotarbus

  - （科）Anthracotarbidae（石炭紀）
    - Anthracotarbus

  - （科）Devonotarbidae（デボン紀）[6]
    - Devonotarbus